# Филдинг, Рудольф, 9-й граф Денби
Рудольф Роберт Бэзил Алоизий Августин Филдинг (англ. Rudolph Robert Basil Aloysius Augustine Feilding; 26 мая 1859, Уитфорд, Флинтшир, Великобритания — 25 ноября 1939) — британский аристократ, 9-й граф Денби, 9-й виконт Филдинг и 9-й барон Филдинг в пэрстве Великобритании, 8-й граф Десмонд, 8-й виконт Каллан и 8-й барон Филдинг в пэрстве Ирландии с 1892 года.

## Биография
Рудольф Филдинг родился в семье Рудольфа Филдинга, 8-го графа Денби, и его второй жены Мэри Беркли. Он служил в Королевской конной артиллерии, в 1882 году в чине капитана участвовал в Египетской войне и отличился в битве при Тель-эль-Кебире. Позже Хусейн Камиль наградил Филдинга орденом Нила III класса. В 1892 году, после смерти отца, Филдинг занял место в Палате лордов как 9-й граф Денби. В 1895—1905 годах он занимал должность лорда-в-ожидании в консервативных правительствах Роберста Артура Тальбота Гаскойна-Сесила, 3-го маркиза Солсбери и Артура Бальфура, 1-го графа Бальфура.
В 1902 году граф возглавлял посольство, направленное к папе римскому Льву XIII с поздравлениями по случаю 25-летия его понтификата. В 1903 году он стал полковником, в 1911—1926 годах был адъютантом короля Георга V.
Филдинг был женат на Сесилии Мэри Клиффорд, дочери Чарльза Клифорда, 8-го барона Клиффорда из Чадли, и Агнес Петре. В этом браке родились:
- Рудольф Эдмунд Алоизий (1885—1937); как наследник носил титул учтивости виконт Филдинг, но умер раньше отца, так что 10-м графом Денби стал его сын Уильям Филдинг;
- Хью Сесил Роберт (1886—1916);
- Мэри Элис Клара (1888—1973), жена сэра Сесила Дормера;
- Дороти Мэри Эвелин (1889—1935), жена Чарльза О’Хара Мура;
- Агнес Мэри Мейбл (1891—1938), монахиня;
- Марджори Мэри Уинифред (1892—1979), жена Роберта Хэнли и Роберта Хита;
- Генри Саймон (1894—1917);
- Клэр Мэри Сесилия (1896—1966), жена Джозефа Смита-Пиготта;
- Элизабет Мэри (1899—1982), жена Эрика Уолкера;
- Виктория Мэри Долорес (1901—1985), жена Уолтера Флетчера[4].

После смерти графини Сесилии сэр Рудольф женился во второй раз — на Кэтлин Эммет, дочери Томаса Эммета. Этот брак остался бездетным.